# David Ruiz Gómez
David Ruiz Gómez (Irun, 12 d'octubre de 1974) és un futbolista basc, que juga com a migcampista.

## Trajectòria
Es va formar al CD Logroñés. La temporada 94/95, tot i passar la temporada al filial, va debutar a la primera divisió amb els riojans. Jugà tres partits, els únics de la seua carrera a la màxima categoria. Al 95/96 s'incorpora al CD Numancia, amb qui aconsegueix l'ascens a Segona Divisió a l'estiu de 1997.
Amb l'esquadra castellana, el migcampista tan sols juga 12 partits de la temporada 97/98. A la següent campanya retorna al CD Logroñés, on tan sols hi disputa un partit. A mitjans d'eixa temporada 98/99 marxa a l'Amurrio, on roman dos anys i mig. La 01/02 és el seu darrer any a la Segona Divisió, tot militant a les files de la SD Eibar. No compta massa, i disputa 12 partits.
L'estiu del 2002 fitxa pel club de la seua ciutat natal, la Real Unión, on juga dues campanyes abans de recalar en els dos "substituts" del Logroñés, primer al Recreación (04/05) i després a la Fundación Logroñés (05/07). El 2007 s'incorpora a l'Anguiano, un modest conjunt de La Rioja.